# FNN福井テレビニュース6:00
『（FNN）福井テレビニュース6:45→6:30→6:00』（（エフエヌエヌ）ふくいテレビニュース ろくよんご→ろくさんまる→ろくまるまる）は、福井テレビで放送された平日夕方の福井県向けローカルワイドニュース番組である（『FNNスーパータイム』の福井県ローカル扱い）。

## 概要
1978年10月2日、フジニュースネットワーク（FNN）の夕方のニュースワイド枠の再編（『FNNニュース6:30』を18時からに繰り上げて『FNNニュースレポート6:00/6:30』（6:00は全国ネット、6:30は任意ネット）のスタート）に伴い、『6:30』の前半部の任意ネット枠に続き、『福井テレビニュース6:45』としてスタートした。
1981年3月31日をもって『6:30』の福井テレビでの任意ネットを終了し、ローカルニュース枠を15分繰り上げて『福井テレビニュース6:30』としてリニューアルしたのち、1984年10月1日から、全国ネット枠とローカルニュース枠を1時間のシームレス化した新番組『FNNスーパータイム』の発足に伴い、『FNN福井テレビニュース6:00』としてリニューアル化。1987年10月5日より、全国ネットニュースにタイトルを合わせる形をとり、『FNN福井テレビスーパータイム』に引き継がれた。しかし1985年4月から1990年3月まで土・日曜日まで全国ニュースは『FNN福井テレビニュース6:00』（土曜）『FNNスーパータイム』（日曜）『FNN福井テレビスーパータイム』（1987年10月10日 - 土曜・日曜）、ローカルニュースは『FNN福井テレビニュース』として放送された。

## 放送時間
いずれもJST。

### 福井テレビニュース6:45
- 月曜日 - 金曜日 18:45 - 19:00（1978年10月2日 - 1981年3月31日）

### 福井テレビニュース6:30
- 月曜日 - 金曜日 18:30 - 19:00（1981年4月1日 - 1984年9月28日）

### FNN福井テレビニュース6:00
- 月曜日 - 金曜日 18:00 - 19:00（1984年10月1日[1] - 1987年10月2日）
- 土曜日 18:00 - 18:20（1985年4月6日 - 1987年10月3日、ローカルニュースは18:20 - 18:25の時間帯で『FNN福井テレビニュース』として放送）

## オープニング
- 福井テレビニュース6:45のオープニング音楽は、福井テレビニュースレポートFNNのオープニングと同じ音楽である（アニメーションは異なる）。

## 備考
- スポーツ報知関西地区版に一時期福井放送共々福井テレビの番組表が掲載されていたが、テレビ番組表はハーフサイズでスペースも限られていたため、6:30 → 6:00の時代には「ニュース」の文言を外して「福井テレビ6:30（→6:00）」と掲載されていた。また福井新聞でも「ニュース6:45」時代に「福井テレビ6:45」と記載されていたほか、「ニュースレポート6:00」の前に「福井新聞ニュース」が17:55 - 18:00に生放送され、「ニュース6:45」の実質的な予告編の体をなしていた時期があった[2]。
- 日曜日は、開局時には『北陸中日日曜夕刊』（『サンケイ → FNNテレビ日曜夕刊』の差し替えタイトル）で放送後、『福井テレビスーパータイム』に完全統合するまで、FNN全国タイトルに準拠したタイトル（『FNNニュースレポート5:30』→『FNNスーパータイム』）で全国ニュースと福井のローカルニュースを放送した。なお、他の北陸2県（富山テレビ放送・石川テレビ放送）は福井テレビが改題した後も引き続き『中日新聞テレビ日曜夕刊 → 北陸中日日曜夕刊（第2期）』として放送している。
- 『FNN福井テレビスーパーニュース』（2009年）で、福井テレビの開局40年の歩みを振り返る特集として、福井テレビニュース6:45の映像が流れた（静止画オープニング（BGMあり）→初日のキャスター挨拶→違う放送日の映像）。また、後番組の『FNN福井テレビスーパータイム』（ナホトカ号重油流出事故関連のニュースを読んでいるキャスターの映像）、2015年3月まで放送されていた『FNN福井テレビスーパーニュース』の映像（福井豪雨のニュースを読んでいるキャスターの映像）も流れた。